# Château du Puy (Ruillé-Froid-Fonds)
Pour les articles homonymes, voir Château du Puy.
Le Château du Puy à Ruillé-Froid-Fonds est un château en Mayenne, situé à 2 500 mètres à l'est du bourg. Il faisait partie de l'ancienne paroisse de Froidfont. 
Le château et le parc du Puy font l'objet d'une inscription au titre des Monuments historiques, la chapelle depuis le 16 juillet 1984, le reste depuis le 3 octobre 1988. Le château et la chapelle sont du XVIIe siècle.

## Désignation
- Le fief du Champ du Puy, 1617 (Archives nationales, P. 773/95).
- La maison seigneuriale du Puy, 1647 (Cabinet Louis Garnier).
- Le château du Puits, 1656.
- Manerium du Puy, 1698 (Ins. eccl., t. XLII, f. 46).
- Le Puis, château, chapelle, étang (Jaillot).
- Le château du Puy, 1754 (Registre paroissial).
- Le Puis, château (Cassini).

## Histoire
François du Puy, en devenant seigneur de Froidfont, bâtit le château auquel il donna son nom. 
On le dit « construit de neuf » en 1650. C'est un  grand logis rectangulaire avec fronton triangulaire au milieu de la façade.

## Chouannerie
On y perquisitionne inutilement ainsi qu'aux Courants, à la Quanterie, à la Villette ; pour trouver des armes, le 19 octobre 1798. 
Le 13 juin 1799 a lieu un événement plus tragique : une colonne de 80 hommes armés, en uniforme bleu (Faux chouans), conduite par un espion, surprend et massacre Edouard, qui doit être, dit-on, M. de la Moussaie, chevalier de Malte, émigré rentré, son domestique, « un frère de l'ex-vicaire de Loigné (Provost), Serein et son frère. » La bande enlève ensuite linge et argent, deux chevaux et menace de tuer le fermier Delaunay, avant d'aller plus loin commettre « mille vols », dit un rapport officiel.
Charles Thébault, âgé de 13 ans, et Louis Viot, de 11 ans, Vendéens, étaient recueillis à la métairie, février 1794. On les emmena à Laval pour en obtenir des dénonciations. Le 22 mai 1832, Arsène Avril de Pignerolles réunit au Puy le 3e bataillon de la division Gaullier. 

## Chapelle
La chapelle est fondée le 13 décembre 1697 sous le vocable de Saint-Louis. A la fin du XIXe siècle, la chapelle n'est plus entretenue.

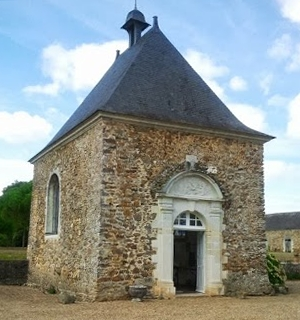
La chapelle du château du Puy.

## Seigneurs
- François du Puy, du chef de Marguerite de Lorme, sa femme, d'où : François, nommé par François de Valory, 1631 ; Simonne, qui, nommée par Simonne de Maillé, abbesse du Ronceray, 1632, fut elle-même prieure d'Avénières et de Courtaumont, 1679 ; Ambroise, tenue sur les fonts par Charles de Valory, 1634 ; Guy, 1637 ; Hector, 1640 ; Françoise. Il vivait en 1667, âgé de 62 ans. François du Puy, avant la construction de son château, avait habité la Cour-de-Froidfont ; il était fils de Roch du Puy et de Cl. du Bois, et avait épousé Margurite de Lorme, le 5 mars 1630, devant Salmon, notaire à Saumur.
- Yves-Antoine du Puy, mari de Françoise Mallet, 1668, 1677.
- 'Henri-Alexandre de Cumont, seigneur du Buisson, fils de René de Cumont et de Renée-Marguerite du Puy ; veuf de Jeanne-Honorée-Marie Hation[3], inhumée dans l'église de Froidfont le 3 mai 1693, il épousa à Saint-Georges-sur-Loire Jeanne Reverdy, fille de Philippe Reverdy, sieur du Petit-Marcé, et de Suzanne d'Andigné, d'où : Suzanne-Élisabeth-Marthe, 1700 ; Louise-Madeleine, 1705 ; Jean-Charles-Marie, 1707 ; François-Louis, 1708[4] ; Christophette-Marguerite, 1715, tous nés au Puy. Le père mourut à Saint-Georges le 22 décembre 1719, la mère en 1743. Henri-Alexandre de Cumont, d'après une généalogie que l'Abbé Angot indique comme fautive, serait fils de Jean de Cumont et de Florence de la Grue. Renée-Marguerite du Puy était sœur d'Yves-Antoine du Puy.
- Christophe-Louis-Henri de Cumont, né du premier lit, mari d'Anne-Marie-Madeleine de Montecler, d'où : Jeanne-Marie-Aimée, 1723 ; Louis-Hyacinthe-François, 1724[5] ; René-François, 1725, et Jeanne-Marie-Modeste, qui épousa (13 avril 1763) Charles de Cumont, seigneur de Saillant, lieutenant de vaisseaux, fils de Timothée de Cumont, demeurant au château de Virolet en Saintonge. La dame du Puy, veuve en 1780, reçut au château François-Gaspard de Jouffroy de Gonsans.
- Louis-Timothée de Cumont, 1789. Seigneur du Puy, il assiste à Angers à l'assemblée de la noblesse, 16 mars 1789. De la succession de Louis-Hyacinthe-François de Cumont, mort à Angers, en l'an X, à son neveu Louis-Thimothée de Cumont qui déjà avait un tiers.

### Liens
- Ressource relative à l'architecture :   - Mérimée
- Site officiel

## Source
« Château du Puy (Ruillé-Froid-Fonds) », dans Alphonse-Victor Angot et Ferdinand Gaugain, Dictionnaire historique, topographique et biographique de la Mayenne, Laval, A. Goupil, 1900-1910 [détail des éditions] (BNF 34106789, présentation en ligne)